# L&YR Bogie Open Goods 59
Der offene Güterwagen mit Drehgestellen (im Englischen mit Bogie Open Goods bezeichnet) nach Musterblatt 59 der britischen Lancashire and Yorkshire Railway (L&YR) entstand 1905 in den eigenen Werkstätten der Eisenbahngesellschaft in Newton Heath.

## Geschichte
Dieser Wagentyp war eine Weiterentwicklung der 1902 gebauten offenen Drehgestellwagen nach Musterblatt 45. Die Abmessungen waren fast identisch, sie waren lediglich rund 3 cm niedriger als die Vorgängervariante. 
Die Wagen trugen die ab 1902 übliche graue Lackierung mit den 46 cm hohen weißen Initialen der Gesellschaft.
Wie lange diese Wagen im Einsatz waren, ist nicht genau bekannt.